# 内閣府令
内閣府令（ないかくふれい）とは、内閣総理大臣が内閣府設置法第7条第3項に基づいて発する内閣府の命令。

## 概要
内閣府令は、内閣府に係る主任の行政事務について、法律もしくは政令を施行するため、または法律もしくは政令の特別の委任に基づいて、制定される。
内閣府令には、法律の委任がなければ、罰則を設け、または義務を課し、もしくは国民の権利を制限する規定を設けることができない（内閣府設置法第7条第4項）。
省令やかつての総理府令とは異なり、国家行政組織法12条1項を根拠法とするものではない。根拠法は異なるものの、省令、デジタル庁令及び復興庁令や、かつての総理府令及び法務府令と同等の位置づけである。
したがって、法形式上の優劣関係は以下のようになる。
憲法 > 条約 > 法律 > 政令>内閣官房令・内閣府令・デジタル庁令・復興庁令・省令・外局の規則（委員会規則・庁令）>条例>地方公共団体の規則等
内閣府所管の行政事務について定められるため、内閣府本府所管の行政事務のほか、宮内庁、公正取引委員会、国家公安委員会、金融庁および消費者庁所管の行政事務についても定められる。